# Kanton Saint-Pierre-1
Kanton Saint-Pierre-1 (francouzsky Canton de Saint-Pierre-1) je francouzský kanton v departementu Réunion v regionu Réunion. Tvoří ho pouze část města Saint-Pierre.